# Heteropsephenoides horaki
Heteropsephenoides horaki är en skalbaggsart som beskrevs av Jeng och Manfred A. Jäch 2003. Heteropsephenoides horaki ingår i släktet Heteropsephenoides och familjen Psephenidae. Inga underarter finns listade i Catalogue of Life.